# Anna Valette
Anna Valette – polska matematyk, doktor habilitowany nauk ścisłych i przyrodniczych, profesor Uniwersytetu Jagiellońskiego, specjalistka od geometrii algebraicznej oraz geometrii semi- i subanalitycznej.

## Kariera naukowa
W 1999 roku na Uniwersytecie Jagiellońskim uzyskała tytuł magistra matematyki. W 2004 roku na Wydziale Matematyki i Informatyki tej samej uczelni uzyskała stopień doktora nauk matematycznych w zakresie matematyki na podstawie rozprawy pt. Géométrie d'une application polynomiale en caractéristique positive, której promotorami byli prof. Zbigniew Jelonek oraz prof. Krzysztof Kurdyka. W tym samym roku została zatrudniona na tejże uczelni. W 2018 roku rozpoczęła pracę na Uniwersytecie Komisji Edukacji Narodowej w Krakowie, którą zakończyła w 2020 roku. W tym samym roku została również zatrudniona na Uniwersytecie Jagiellońskim, jednak zakończyła na nim pracę rok później. W 2019 roku Wydział Matematyki i Informatyki UJ nadał jej stopień doktora habilitowanego nauk ścisłych i przyrodniczych w dyscyplinie matematyki na podstawie pracy pt. Zbiory asymptotyczne w geometrii rzeczywistej i zespolonej. W 2020 roku ponownie została zatrudniona na Uniwersytecie Jagiellońskim.